# Бурсомон
Бурсомо́н (рос. Бурсомон) — село у складі Красночикойського району Забайкальського краю, Росія. Входить до складу Верхньошергольджинського сільського поселення.

## Населення
Населення — 165 осіб (2010; 164 у 2002).
Національний склад (станом на 2002 рік):
- буряти — 98 %